# Вейдевелд, Вольфганг
Вольфганг Вейдевелд (нидерл. Wolfgang Wijdeveld; 9 мая 1910, Гаага — 12 декабря 1985, Ларен) — нидерландский пианист и композитор. Сын архитектора Хендрика Вейдевелда.
Начал учиться музыке дома, у своей матери Эллен Филиппины Вейдевелд, урождённой Кон (1884—1965), виолончелистки, и её матери Руши Кон, урождённой Шёнфельд (1857—1946), пианистки и музыкального педагога, немецкой еврейки, основательницы музыкальной школы в Гляйвице. Затем брал уроки фортепиано у Корнелиса Беркхаута и изучал гармонию под руководством Виллема ван Вармело. Далее окончил Амстердамскую консерваторию, где среди его учителей были Виллем Андриссен (фортепиано), Сем Дресден и Антон Тири (композиция), Кор Кинт (скрипка). Продолжил изучение композиции под руководством Виллема Пейпера, оказавшего на Вейдевелда самое большое влияние, хотя и отзвуки музыки Макса Регера и Белы Бартока, с которыми была знакома его бабушка, слышны в его сочинениях.
На протяжении 1930-х гг. работал как аккомпаниатор, корепетитор и композитор с балетными труппами Ивонны Георги и Эстель Рид, в 1939 г. гастролировал с балетом Георги по США. В 1940—1946 гг. возглавлял музыкальную школу в Зволле. В 1946—1966 гг. преподавал фортепиано в Утрехтской консерватории, с 1954 г. возглавлял совет педагогов консерватории. Сотрудничал как аккомпаниатор с Балетом Нидерландов под руководством Маши тер Веме. В 1962—1963 гг. концертировал в США вместе со своим отцом, который читал лекции. В 1966—1970 гг. преподавал в консерватории в Арнеме. Выступал также как музыкальный критик, в 1956—1970 гг. музыкальный обозреватель газеты Het Vrije Volk.
Вейдевелду принадлежит музыка к десяти балетам, Симфоническая увертюра для оркестра, различная вокальная музыка, в частности, Три песни на стихи Уолта Уитмена (1949, для голоса в сопровождении скрипки, альта, кларнета и фортепиано). Наиболее значительны его фортепианные и камерные сочинения, в том числе соната для скрипки и фортепиано (1948), соната для двух скрипок и фортепиано (1954), Концерт для гитары (в сопровождении скрипки, альта и виолончели).